# Ib Christensen
Ib Christensen (ur. 15 marca 1930 w Vorup, zm. 3 stycznia 2023 w Randers) – duński polityk i psycholog, trzykrotny przewodniczący partii Retsforbundet, parlamentarzysta krajowy, od 1984 do 1994 poseł do Parlamentu Europejskiego II i III kadencji.

## Życiorys
Na Uniwersytecie w Aarhus studiował historię oraz literaturę. Kształcił się też w zakresie psychotechniki i doradztwa. Od 1957 pracował jako specjalista w zakresie psychotechniki w instytucie w Randers, a od 1975 jako dyrektor departamentu.
W 1957 należał do założycieli organizacji młodzieżowej Europæisk Ungdom Danmark w Aarhus, a od 1964 do 1965 kierował organizacją młodzieżową Een Verdens Ungdom. Zaangażował się w działalność młodzieżówki partii Retsforbundet. W 1954 był współzałożycielem jej komórki studenckiej, a od 1954 do 1957 jej sekretarzem. Zasiadał w różnych organach krajowych i biznesowych partii, będąc jej przewodniczącym w latach 1967–1974, 1975–1978 i 1982–1984. Z ramienia partii zasiadał w Folketingecie (1973–1975 i 1977–1981), będąc m.in. przewodniczącym grupy parlamentarnej. Był delegatem do Rady Nordyckiej oraz do Zgromadzenia Parlamentarnego Rady Europy.
Od kwietnia do sierpnia 1978 i od lutego do lipca 1979 był delegatem w Parlamencie Europejskim z ramienia Retsforbundet, w 1979 bez powodzenia kandydował do PE z jej listy. Później zaangażował się w działalność polityczną w ramach eurosceptycznej formacji Folkebevægelsen mod EF. Z jej ramienia w 1984 i 1989 uzyskiwał mandat posła do Parlamentu Europejskiego II i III kadencji. Należał do Grupy Tęcza. Był m.in. członkiem Komisji ds. Rolnictwa, Rybołówstwa i Rozwoju Wsi, Komisji ds. Kwestii Politycznych oraz Komisji ds. Stosunków Gospodarczych z Zagranicą, a także wiceprzewodniczącym Delegacji ds. stosunków z Komisją Parlamentarzystów Państw EFTA (1985–1987).
Autor kilku książek i licznych artykułów. Od 1958 był mężem Inger Skøtt Mogensen.